# Miss Galles

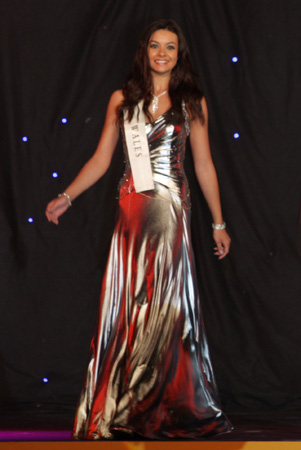
Chloe Morgan, Miss Galles 2008.

Miss Galles (Miss Cymru) è un concorso di bellezza femminile che si tiene annualmente in Galles dal 1942. La vincitrice del concorso Miss Galles, insieme alle vincitrici dei concorsi di Miss Irlanda del nord, Miss Scozia e Miss Inghilterra, può prendere parte a Miss Mondo. Fra le quattro rappresentanti a Miss Mondo, colei che ottiene il miglior piazzamento viene presentata col titolo e la corona di Miss Regno Unito.

## Albo d'oro
Di seguito la lista delle vincitrici:
- 1952: Betty Geary[2]
- 1961: Rosemarie Frankland
- 1963: Hazel Williams
- 1964: Veda Kathleen McCarthy
- 1969: Shirley Jones
- 1970: Sandra Cater
- 1971: Dawn Cater
- 1972: Eileen Darroch
- 1973: Deidre Greenland
- 1974: Helen Morgan
- 1975: Gina Kerler
- 1976: Sian Adey-Jones
- 1977: Christine Murphy
- 1978: Elizabeth Ann Jones
- 1979: Beverley Neals
- 1980: Kim Ashfield
- 1981: Sally Douglas Williams
- 1982: Caroline Williams
- 1983: Lianne Gray
- 1984: Jane Riley
- 1985: Barbara Christian
- 1986: Tracy Rowlands
- 1987: Nicola Davies
- 1988: Lise Williams
- 1989: Suzanne Younger
- 1990: Jane Lloyd
- 1991: Sharon Dale Isherwood
- 1992: Natalie Lee
- 1993: Lisa Roberts
- 1994: Julie Davies
- 1995: Rachel Warner
- 1996: Sarah Smart
- 1997: Melanie Jones
- 1998: Anna Bartley
- 1999: Clare Daniel
- 2000: Sophie Kate Cahill
- 2001: Charlotte Faicheney
- 2002: Michelle Bush
- 2003: Imogen Thomas
- 2004: Amy Guy
- 2005: Claire Evans
- 2006: Sarah Fleming
- 2007: Kelly Pesticcio
- 2008: Chloe-Beth Morgan
- 2009: Lucy Whitehouse
- 2010: Courtenay Hamilton
- 2011: Sara Manchipp
- 2012: Sophie Elizabeth Moulds